# Bouvardia laevis
Bouvardia laevis là một loài thực vật có hoa trong họ Thiến thảo. Loài này được M.Martens & Galeotti mô tả khoa học đầu tiên năm 1844.